# 8e étape du Tour de France Femmes 2024
Pour un article plus général, voir Tour de France 2024.
La 8e étape du Tour de France Femmes 2024 se déroule le dimanche 18 août 2024 entre Le Grand-Bornand et L'Alpe d'Huez, sur une distance de 150 kilomètres.

## Déroulement de la course
Justine Ghekiere fait partie de la première échappée de vingt-trois coureuses, dont quatre SD Worx, et s'assure grâce à ce tremplin le maillot à pois. Mavi García  part en poursuite, mais ne parvient pas à revenir sur la tête de course. À sept kilomètres du sommet du col du Glandon,  Valentina Cavallar sort du peloton et dépasse l'échappée. Derrière, Niamh Fisher-Black imprime un rythme élevé dans ce qu'il reste du peloton. À deux kilomètres et demi du sommet Demi Vollering passe à l'attaque. Katarzyna Niewiadoma ne peut pas suivre et est dans une mauvaise passe. Pauliena Rooijakkers puis Cavallar prennent par contre la roue de Vollering. Cette dernière fait la descente et lâche ce faisant Cavallar. Sur le plat, Rooijakkers ne relait pas Vollering. Dans ces conditions, le groupe de Niewiadoma réduit l'écart avant d'atteindre le pied de l'Alpe d'Huez. La Polonaise ayant retrouvé des sensations lâche le reste du groupe. Il s'agit ainsi d'un duel à distance entre Vollering et Niewiadoma. À deux kilomètres et demi de l'arrivée, Rooijakkers attaque, mais Vollering la contrôle. Derrière, Muzic accélère, mais Niewiadoma peut suivre. Vollering est la plus rapide au sprint et gagne l'étape. Niewiadoma passe la ligne une minute et une seconde plus tard, s'assurant la victoire finale pour quatre secondes.

## Résultats

### Classement de l'étape
| Classement de la 8e étape | Classement de la 8e étape | Classement de la 8e étape | Classement de la 8e étape | Classement de la 8e étape |
|                           | Coureur                   | Pays                      | Équipe                    | Temps                     |
| ------------------------- | ------------------------- | ------------------------- | ------------------------- | ------------------------- |
| 1er                       | Demi Vollering            | Pays-Bas                  | SD Worx-Protime           | en 4 h 34 min 14 s        |
| 2e                        | Pauliena Rooijakkers      | Pays-Bas                  | Fenix-Deceuninck          | + 4 s                     |
| 3e                        | Évita Muzic               | France                    | FDJ-Suez                  | + 1 min 1 s               |
| 4e                        | Katarzyna Niewiadoma      | Pologne                   | Canyon-SRAM Racing        | + 1 min 1 s               |
| 5e                        | Gaia Realini              | Italie                    | Lidl-Trek                 | + 1 min 31 s              |
| 6e                        | Cédrine Kerbaol           | France                    | Ceratizit-WNT Pro Cycling | + 3 min 15 s              |
| 7e                        | Valentina Cavallar        | Autriche                  | Arkéa-B&B Hotels          | + 3 min 34 s              |
| 8e                        | Sarah Gigante             | Australie                 | AG Insurance-Soudal       | + 5 min 10 s              |
| 9e                        | Niamh Fisher-Black        | Nouvelle-Zélande          | SD Worx-Protime           | + 5 min 14 s              |
| 10e                       | Lucinda Brand             | Pays-Bas                  | Lidl-Trek                 | + 7 min 6 s               |
| modifier                  |                           |                           |                           |                           |

### Bonifications en temps
|   | Coureur              | Pays     | Équipe           | Secondes |
| - | -------------------- | -------- | ---------------- | -------- |
| 1 | Demi Vollering       | Pays-Bas | SD Worx-Protime  | 10 s     |
| 2 | Pauliena Rooijakkers | Pays-Bas | Fenix-Deceuninck | 6 s      |
| 3 | Évita Muzic          | France   | FDJ-Suez         | 4 s      |

### Points attribués
| Sprint intermédiaire Aiguebelle - Val-d'Arc (km 53,4) | Sprint intermédiaire Aiguebelle - Val-d'Arc (km 53,4) | Sprint intermédiaire Aiguebelle - Val-d'Arc (km 53,4) | Sprint intermédiaire Aiguebelle - Val-d'Arc (km 53,4) | Sprint intermédiaire Aiguebelle - Val-d'Arc (km 53,4) |
| ----------------------------------------------------- | ----------------------------------------------------- | ----------------------------------------------------- | ----------------------------------------------------- | ----------------------------------------------------- |
|                                                       | Coureur                                               | Pays                                                  | Équipe                                                | Point(s)                                              |
| 1er                                                   | Lorena Wiebes                                         | Pays-Bas                                              | SD Worx-Protime                                       | 25                                                    |
| 2e                                                    | Christine Majerus                                     | Luxembourg                                            | SD Worx-Protime                                       | 20                                                    |
| 3e                                                    | Olivia Baril                                          | Canada                                                | Movistar Team                                         | 17                                                    |
| 4e                                                    | Blanka Vas                                            | Hongrie                                               | SD Worx-Protime                                       | 15                                                    |
| 5e                                                    | Noemi Rüegg                                           | Suisse                                                | EF-Oatly-Cannondale                                   | 13                                                    |
| 6e                                                    | Kristen Faulkner                                      | États-Unis                                            | EF-Oatly-Cannondale                                   | 11                                                    |
| 7e                                                    | Silvia Persico                                        | Italie                                                | UAE Team ADQ                                          | 10                                                    |
| 8e                                                    | Justine Ghekiere                                      | Belgique                                              | AG Insurance-Soudal                                   | 9                                                     |
| 9e                                                    | Liane Lippert                                         | Allemagne                                             | Movistar Team                                         | 8                                                     |
| 10e                                                   | Katrine Aalerud                                       | Norvège                                               | Uno-X Mobility                                        | 7                                                     |
| 11e                                                   | Silke Smulders                                        | Pays-Bas                                              | Liv-AlUla-Jayco                                       | 6                                                     |
| 12e                                                   | Riejanne Markus                                       | Pays-Bas                                              | Team Visma-Lease a Bike                               | 5                                                     |
| 13e                                                   | Lucinda Brand                                         | Pays-Bas                                              | Lidl-Trek                                             | 4                                                     |
| 14e                                                   | Fem van Empel                                         | Pays-Bas                                              | Team Visma-Lease a Bike                               | 3                                                     |
| 15e                                                   | Loes Adegeest                                         | Pays-Bas                                              | FDJ-Suez                                              | 2                                                     |
| modifier                                              |                                                       |                                                       |                                                       |                                                       |

| Arrivée d'étape Alpe d'Huez (km 149,9) | Arrivée d'étape Alpe d'Huez (km 149,9) | Arrivée d'étape Alpe d'Huez (km 149,9) | Arrivée d'étape Alpe d'Huez (km 149,9) | Arrivée d'étape Alpe d'Huez (km 149,9) |
| -------------------------------------- | -------------------------------------- | -------------------------------------- | -------------------------------------- | -------------------------------------- |
|                                        | Coureur                                | Pays                                   | Équipe                                 | Point(s)                               |
| 1er                                    | Demi Vollering                         | Pays-Bas                               | SD Worx-Protime                        | 20                                     |
| 2e                                     | Pauliena Rooijakkers                   | Pays-Bas                               | Fenix-Deceuninck                       | 17                                     |
| 3e                                     | Évita Muzic                            | France                                 | FDJ-Suez                               | 15                                     |
| 4e                                     | Katarzyna Niewiadoma                   | Pologne                                | Canyon-SRAM Racing                     | 13                                     |
| 5e                                     | Gaia Realini                           | Italie                                 | Lidl-Trek                              | 11                                     |
| 6e                                     | Cédrine Kerbaol                        | France                                 | Ceratizit-WNT Pro Cycling              | 10                                     |
| 7e                                     | Valentina Cavallar                     | Autriche                               | Arkéa-B&B Hotels                       | 9                                      |
| 8e                                     | Sarah Gigante                          | Australie                              | AG Insurance-Soudal                    | 8                                      |
| 9e                                     | Niamh Fisher-Black                     | Nouvelle-Zélande                       | SD Worx-Protime                        | 7                                      |
| 10e                                    | Lucinda Brand                          | Pays-Bas                               | Lidl-Trek                              | 6                                      |
| 11e                                    | Marion Bunel                           | Pays-Bas                               | St Michel-Mavic-Auber93                | 5                                      |
| 12e                                    | Erica Magnaldi                         | Italie                                 | UAE Team ADQ                           | 4                                      |
| 13e                                    | Thalita de Jong                        | Pays-Bas                               | Lotto Dstny Ladies                     | 3                                      |
| 14e                                    | Juliette Labous                        | France                                 | Team dsm-firmenich PostNL              | 2                                      |
| 15e                                    | Hannah Ludwig                          | Allemagne                              | Cofidis                                | 1                                      |
| modifier                               |                                        |                                        |                                        |                                        |

### Cols et côtes
| Col de Tamié (km 27,2) 2e catégorie (9,5 km à 4,0 %) | Col de Tamié (km 27,2) 2e catégorie (9,5 km à 4,0 %) | Col de Tamié (km 27,2) 2e catégorie (9,5 km à 4,0 %) | Col de Tamié (km 27,2) 2e catégorie (9,5 km à 4,0 %) | Col de Tamié (km 27,2) 2e catégorie (9,5 km à 4,0 %) |
| ---------------------------------------------------- | ---------------------------------------------------- | ---------------------------------------------------- | ---------------------------------------------------- | ---------------------------------------------------- |
|                                                      | Coureur                                              | Pays                                                 | Équipe                                               | Point(s)                                             |
| 1er                                                  | Justine Ghekiere                                     | Belgique                                             | AG Insurance-Soudal                                  | 5                                                    |
| 2e                                                   | Mischa Bredewold                                     | Pays-Bas                                             | SD Worx-Protime                                      | 3                                                    |
| 3e                                                   | Christine Majerus                                    | Luxembourg                                           | SD Worx-Protime                                      | 2                                                    |
| 4e                                                   | Loes Adegeest                                        | Pays-Bas                                             | FDJ-Suez                                             | 1                                                    |
| modifier                                             |                                                      |                                                      |                                                      |                                                      |

| Col du Glandon (km 98,5) Hors catégorie (19,7 km à 7,2 %) | Col du Glandon (km 98,5) Hors catégorie (19,7 km à 7,2 %) | Col du Glandon (km 98,5) Hors catégorie (19,7 km à 7,2 %) | Col du Glandon (km 98,5) Hors catégorie (19,7 km à 7,2 %) | Col du Glandon (km 98,5) Hors catégorie (19,7 km à 7,2 %) |
| --------------------------------------------------------- | --------------------------------------------------------- | --------------------------------------------------------- | --------------------------------------------------------- | --------------------------------------------------------- |
|                                                           | Coureur                                                   | Pays                                                      | Équipe                                                    | Point(s)                                                  |
| 1er                                                       | Valentina Cavallar                                        | Autriche                                                  | Arkéa-B&B Hotels                                          | 15                                                        |
| 2e                                                        | Demi Vollering                                            | Pays-Bas                                                  | SD Worx-Protime                                           | 12                                                        |
| 3e                                                        | Pauliena Rooijakkers                                      | Pays-Bas                                                  | Fenix-Deceuninck                                          | 10                                                        |
| 4e                                                        | Sarah Gigante                                             | Australie                                                 | AG Insurance-Soudal                                       | 8                                                         |
| 5e                                                        | Katarzyna Niewiadoma                                      | Pologne                                                   | Canyon-SRAM Racing                                        | 6                                                         |
| 6e                                                        | Évita Muzic                                               | France                                                    | FDJ-Suez                                                  | 4                                                         |
| 7e                                                        | Gaia Realini                                              | Italie                                                    | Lidl-Trek                                                 | 2                                                         |
| 8e                                                        | Lucinda Brand                                             | Pays-Bas                                                  | Lidl-Trek                                                 | 1                                                         |
| modifier                                                  |                                                           |                                                           |                                                           |                                                           |

| \| Alpe d'Huez (km 149,9) Hors catégorie (13,8 km à 8,1 %) \| Alpe d'Huez (km 149,9) Hors catégorie (13,8 km à 8,1 %) \| Alpe d'Huez (km 149,9) Hors catégorie (13,8 km à 8,1 %) \| Alpe d'Huez (km 149,9) Hors catégorie (13,8 km à 8,1 %) \| Alpe d'Huez (km 149,9) Hors catégorie (13,8 km à 8,1 %) \| \| ------------------------------------------------------- \| ------------------------------------------------------- \| ------------------------------------------------------- \| ------------------------------------------------------- \| ------------------------------------------------------- \| \| \| Coureur \| Pays \| Équipe \| Point(s) \| \| 1er \| Demi Vollering \| Pays-Bas \| SD Worx-Protime \| 15 \| \| 2e \| Pauliena Rooijakkers \| Pays-Bas \| Fenix-Deceuninck \| 12 \| \| 3e \| Évita Muzic \| France \| FDJ-Suez \| 10 \| \| 4e \| Katarzyna Niewiadoma \| Pologne \| Canyon-SRAM Racing \| 8 \| \| 5e \| Gaia Realini \| Italie \| Lidl-Trek \| 6 \| \| 6e \| Cédrine Kerbaol \| France \| Ceratizit-WNT Pro Cycling \| 4 \| \| 7e \| Valentina Cavallar \| Autriche \| Arkéa-B&B Hotels \| 2 \| \| 8e \| Sarah Gigante \| Australie \| AG Insurance-Soudal \| 1 \| \| modifier \| \| \| \| \| |                      |           |                           |          |
| Alpe d'Huez (km 149,9) Hors catégorie (13,8 km à 8,1 %) |                      |           |                           |          |
| | Coureur              | Pays      | Équipe                    | Point(s) |
| 1er | Demi Vollering       | Pays-Bas  | SD Worx-Protime           | 15       |
| 2e | Pauliena Rooijakkers | Pays-Bas  | Fenix-Deceuninck          | 12       |
| 3e | Évita Muzic          | France    | FDJ-Suez                  | 10       |
| 4e | Katarzyna Niewiadoma | Pologne   | Canyon-SRAM Racing        | 8        |
| 5e | Gaia Realini         | Italie    | Lidl-Trek                 | 6        |
| 6e | Cédrine Kerbaol      | France    | Ceratizit-WNT Pro Cycling | 4        |
| 7e | Valentina Cavallar   | Autriche  | Arkéa-B&B Hotels          | 2        |
| 8e | Sarah Gigante        | Australie | AG Insurance-Soudal       | 1        |
| modifier |                      |           |                           |          |

### Prix de la combativité
- Demi Vollering (SD Worx-Protime)

## Classements à l'issue de l'étape

### Classement général
| Classement général | Classement général   | Classement général | Classement général        | Classement général |
|                    | Coureur              | Pays               | Équipe                    | Temps              |
| ------------------ | -------------------- | ------------------ | ------------------------- | ------------------ |
| 1er                | Katarzyna Niewiadoma | Pologne            | Canyon-SRAM Racing        | en 24 h 36 min 7 s |
| 2e                 | Demi Vollering       | Pays-Bas           | SD Worx-Protime           | + 4 s              |
| 3e                 | Pauliena Rooijakkers | Pays-Bas           | Fenix-Deceuninck          | + 10 s             |
| 4e                 | Évita Muzic          | France             | FDJ-Suez                  | + 1 min 21 s       |
| 5e                 | Gaia Realini         | Italie             | Lidl-Trek                 | + 2 min 19 s       |
| 6e                 | Cédrine Kerbaol      | France             | Ceratizit-WNT Pro Cycling | + 2 min 51 s       |
| 7e                 | Sarah Gigante        | Australie          | AG Insurance-Soudal       | + 7 min 9 s        |
| 8e                 | Lucinda Brand        | Pays-Bas           | Lidl-Trek                 | + 8 min 6 s        |
| 9e                 | Juliette Labous      | France             | Team dsm-firmenich PostNL | + 8 min 7 s        |
| 10e                | Thalita de Jong      | Pays-Bas           | Lotto Dstny Ladies        | + 8 min 12 s       |
| modifier           |                      |                    |                           |                    |

| Classement par points | Classement par points | Classement par points | Classement par points     | Classement par points |
| --------------------- | --------------------- | --------------------- | ------------------------- | --------------------- |
|                       | Coureur               | Pays                  | Équipe                    | Point(s)              |
| 1er                   | Marianne Vos          | Pays-Bas              | Team Visma-Lease a Bike   | 170 points            |
| 2e                    | Lorena Wiebes         | Pays-Bas              | SD Worx-Protime           | 110 pts               |
| 3e                    | Katarzyna Niewiadoma  | Pologne               | Canyon-SRAM Racing        | 99 pts                |
| 4e                    | Demi Vollering        | Pays-Bas              | SD Worx-Protime           | 85 pts                |
| 5e                    | Blanka Vas            | Hongrie               | SD Worx-Protime           | 75 pts                |
| 6e                    | Anniina Ahtosalo      | Finlande              | Uno-X Mobility            | 73 pts                |
| 7e                    | Cédrine Kerbaol       | France                | Ceratizit-WNT Pro Cycling | 67 pts                |
| 8e                    | Puck Pieterse         | Pays-Bas              | Fenix-Deceuninck          | 61 pts                |
| 9e                    | Évita Muzic           | France                | FDJ-Suez                  | 55 pts                |
| 10e                   | Justine Ghekiere      | Belgique              | AG Insurance-Soudal       | 51 pts                |
| modifier              |                       |                       |                           |                       |

| Classement de la meilleure grimpeuse | Classement de la meilleure grimpeuse | Classement de la meilleure grimpeuse | Classement de la meilleure grimpeuse | Classement de la meilleure grimpeuse |
| ------------------------------------ | ------------------------------------ | ------------------------------------ | ------------------------------------ | ------------------------------------ |
|                                      | Coureur                              | Pays                                 | Équipe                               | Point(s)                             |
| 1er                                  | Justine Ghekiere                     | Belgique                             | AG Insurance-Soudal                  | 46 points                            |
| 2e                                   | Demi Vollering                       | Pays-Bas                             | SD Worx-Protime                      | 34 pts                               |
| 3e                                   | Puck Pieterse                        | Pays-Bas                             | Fenix-Deceuninck                     | 25 pts                               |
| 4e                                   | Katarzyna Niewiadoma                 | Pologne                              | Canyon-SRAM Racing                   | 25 pts                               |
| 5e                                   | Pauliena Rooijakkers                 | Pays-Bas                             | Fenix-Deceuninck                     | 23 pts                               |
| 6e                                   | Valentina Cavallar                   | Autriche                             | Arkéa-B&B Hotels                     | 18 pts                               |
| 7e                                   | Yara Kastelijn                       | Pays-Bas                             | Fenix-Deceuninck                     | 14 pts                               |
| 8e                                   | Évita Muzic                          | France                               | FDJ-Suez                             | 14 pts                               |
| 9e                                   | Silvia Persico                       | Italie                               | UAE Team ADQ                         | 13 pts                               |
| 10e                                  | Sarah Gigante                        | Australie                            | AG Insurance-Soudal                  | 11 pts                               |
| modifier                             |                                      |                                      |                                      |                                      |

| Classement général de la meilleure jeune | Classement général de la meilleure jeune | Classement général de la meilleure jeune | Classement général de la meilleure jeune | Classement général de la meilleure jeune |
|                                          | Coureur                                  | Pays                                     | Équipe                                   | Temps                                    |
| ---------------------------------------- | ---------------------------------------- | ---------------------------------------- | ---------------------------------------- | ---------------------------------------- |
| 1er                                      | Puck Pieterse                            | Pays-Bas                                 | Fenix-Deceuninck                         | en 24 h 44 min 35 s                      |
| 2e                                       | Shirin van Anrooij                       | Pays-Bas                                 | Lidl-Trek                                | + 1 min 7 s                              |
| 3e                                       | Marion Bunel                             | France                                   | St Michel-Mavic-Auber93                  | + 4 min 12 s                             |
| 4e                                       | Neve Bradbury                            | Australie                                | Canyon-SRAM Racing                       | + 23 min 5 s                             |
| 5e                                       | Maëva Squiban                            | France                                   | Arkéa-B&B Hotels                         | + 38 min 52 s                            |
| 6e                                       | Fem van Empel                            | Pays-Bas                                 | Team Visma-Lease a Bike                  | + 42 min 59 s                            |
| 7e                                       | Francesca Barale                         | Italie                                   | Team dsm-firmenich PostNL                | + 51 min 51 s                            |
| 8e                                       | Linda Riedmann                           | Allemagne                                | Team Visma-Lease a Bike                  | + 1 h 9 min 13 s                         |
| 9e                                       | Anniina Ahtosalo                         | Finlande                                 | Uno-X Mobility                           | + 1 h 14 min 28 s                        |
| 10e                                      | Julie De Wilde                           | Belgique                                 | Fenix-Deceuninck                         | + 1 h 25 min 12 s                        |
| modifier                                 |                                          |                                          |                                          |                                          |

| Classement par équipes | Classement par équipes    | Classement par équipes | Classement par équipes |
|                        | Équipe                    | Pays                   | Temps                  |
| ---------------------- | ------------------------- | ---------------------- | ---------------------- |
| 1re                    | Lidl-Trek                 | États-Unis             | en 74 h 7 min 21 s     |
| 2e                     | FDJ-Suez                  | France                 | + 11 min 52 s          |
| 3e                     | Movistar Team             | Espagne                | + 35 min 9 s           |
| 4e                     | AG Insurance-Soudal       | Belgique               | + 35 min 51 s          |
| 5e                     | Arkéa-B&B Hotels          | France                 | + 45 min 52 s          |
| 6e                     | SD Worx-Protime           | Pays-Bas               | + 48 min 45 s          |
| 7e                     | Liv-AlUla-Jayco           | Australie              | + 53 min 48 s          |
| 8e                     | Fenix-Deceuninck          | Belgique               | + 54 min 55 s          |
| 9e                     | Uno-X Mobility            | Norvège                | + 1 h 11 min 51 s      |
| 10e                    | Ceratizit-WNT Pro Cycling | Allemagne              | + 1 h 19 min 18 s      |
| modifier               |                           |                        |                        |

## Abandons
Dix coureuses ont abandonné au cours de l'étape : 
- Chloé Dygert (Canyon-SRAM Racing) : abandon
- Ilse Pluimers (AG Insurance-Soudal) : abandon
- Amber Pate (Liv-AlUla-Jayco) : abandon
- Sheyla Gutiérrez (Movistar Team) : non-partante
- Josie Talbot (Cofidis) : non-partante
- Ruth Edwards (Human Powered Health) : abandon
- Barbara Malcotti (Human Powered Health) : non-partante
- Marit Raaijmakers (Human Powered Health) : non-partante
- Alison Avoine (St Michel-Mavic-Auber93) : abandon
- Camille Fahy (St Michel-Mavic-Auber93) : abandon